# أبوسوم صغير باتاغوني
الأبوسوم الصغير الباتاغوني (الاسم العلمي: Microbiotherium patagonicum) هو نوع منقرض من ثدييات يتبع جنس الأبوسوم الصغير من فصيلة الأبوسومات الصغيرة.